# Ceiriog Ucha
Ceiriog Ucha är en community i Storbritannien.   Den ligger i kommunen Wrexham och riksdelen Wales, i den södra delen av landet, 260 km nordväst om huvudstaden London.